# Makluba

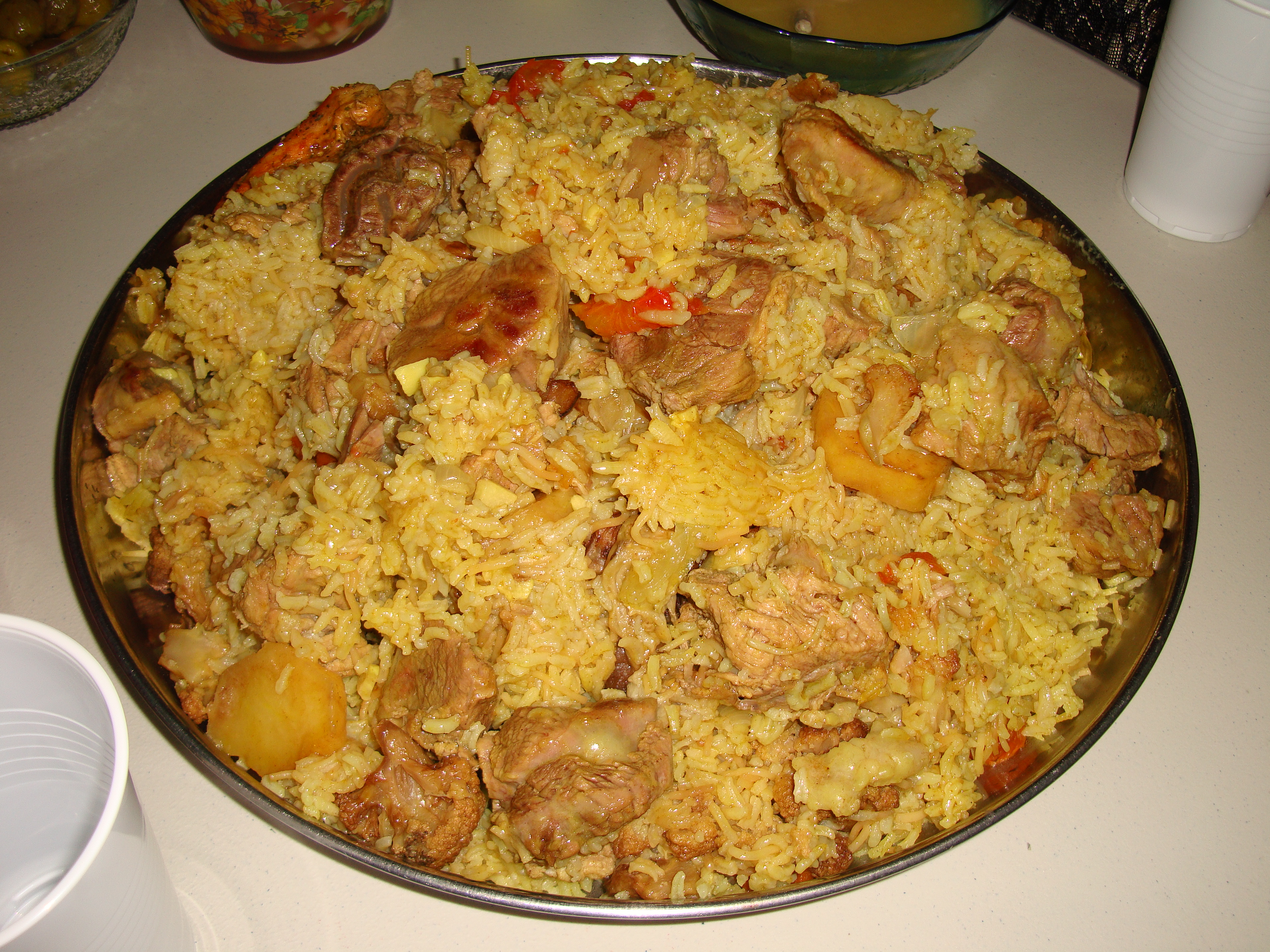
Makluba

Makluba (arab. ‏مقلوبة‎, maqlūba) – tradycyjne danie arabskie z Lewantu, popularne na Bliskim Wschodzie. W skład dania wchodzi mięso, ryż oraz smażone jarzyny umieszczone w garnku, który przy serwowaniu potrawy obraca się dnem do góry. Z tego powodu potrawa nosi nazwę makluba, co dosłownie znaczy „odwrócona (do góry nogami)”.
Danie może zawierać różne jarzyny, jak np. smażone pomidory, ziemniaki, kalafior, bakłażan, oraz mięso z kurczaka lub jagnięcinę. Kiedy casserole jest obrócone, górna część jest mocno czerwona od pomidorów, które w tym momencie są na wierzchu, przykrywając złote bakłażany.
Makluba jest zazwyczaj podawana z jogurtem lub ze zwykłą arabską sałatą (salata arabijja) z pokrojonych w kostkę pomidorów i ogórka, z natką pietruszki i sokiem z cytryny, wymieszanymi z sosem tahini.